# Эльвов, Игорь
Игорь Владимирович Эльвов (нем. Igor Elvov; род. 18 октября 1961, Чернигов УССР) — украинский и германский шашист. Мастер спорта СССР по шашкам (1981). Бронзовый призёр Чемпионата Германии 2006 и 2008 годов Арбитр ФМЖД в шашки-64 (2006). Познакомил с игрой в шашки отец В. Эльвов — кандидат в мастера спорта по шашкам. В 1972 году Игорь начал заниматься в шашечном кружке в Областном дворце пионеров. Руководителем кружка был Вербицкий Николай Михайлович — организатор шахматно-шашечных кружков в Ленинграде начала XX века, в 1976—1981 годах занимался у Островского Сергея Ивановича, неоднократного чемпиона области по шашкам среди мужчин. В конце 1978 года Игорь Эльвов выполнил норму кандидата в мастера спорта по шашкам-64, а на следующий год ему присвоили этот разряд. Четырёхкратный чемпион области по шашкам среди мужчин. Участник чемпионатов Украины среди юношей и полуфиналов чемпионатов Украины среди мужчин, традиционных международных матчей шашистов трех областей соседних государств Украины-Черниговской, России-Брянской и Беларусии-Гомельской. С 1987 года руководитель шашечного кружка Областного дворца пионеров (ныне Областной дворец детей и юношества). С 1994 по 2000 год тренер-преподаватель в ДЮСШ по шашкам черниговской областной организации профсоюзов «Украина», а с 1995 года председатель областной шашечной федерации.
Проживал в Чернигове, с декабря 2000 года проживает в Саарбрюкене. Председатель русскоязычного общества Saarheimat (в переводе с нем. — «Родина Саар») города Саарбрюкен, работающего в трёх направлениях: организация концертов, проведение экскурсий и популяризация шашек. Организатор международных шашечных турниров, официально признанных ФМЖД.
Первый тренер мастера ФМЖД Евтушенко Наталии. Эльвов И. В. тренировал Александра Штогрина и был вторым тренером Сергея Мартыненко, которым в 1999 году присвоили звание мастеров спорта Украины по шашкам.

## Семья
Дочь Александра, шашистка, вице-чемпион Европы, участница ЧМ и ЧЕ.. Вторая дочь Екатерина. Жена Людмила.

## Образование
- школа №2 (Чернигов) 1969—1979
- Черниговский национальный педагогический институт им. Т. Г. Шевченко 1979—1983, факультет обще-технические дисциплины и труд. Учитель труда.